# 去中心化識別

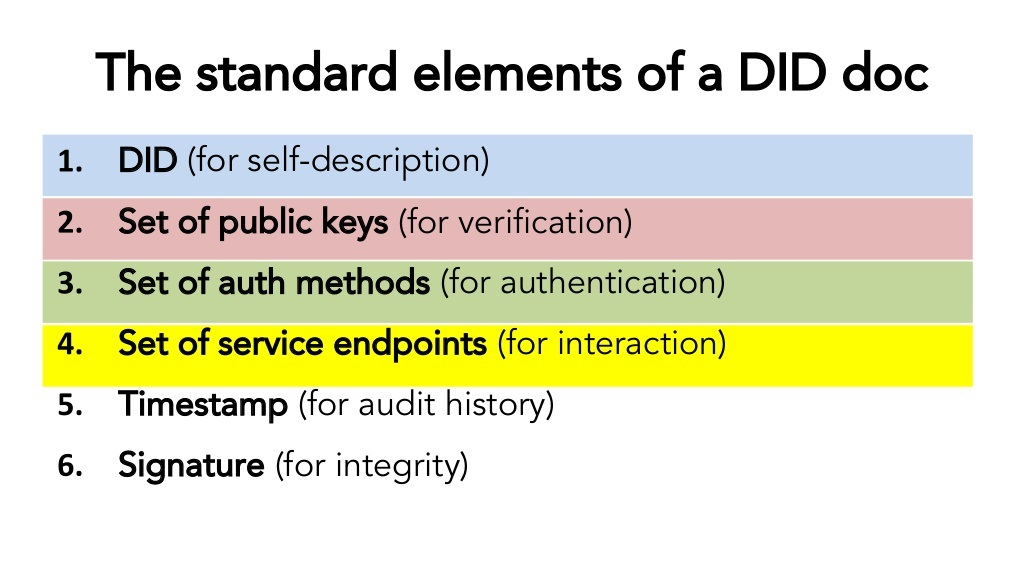
DID 文档的标准元素

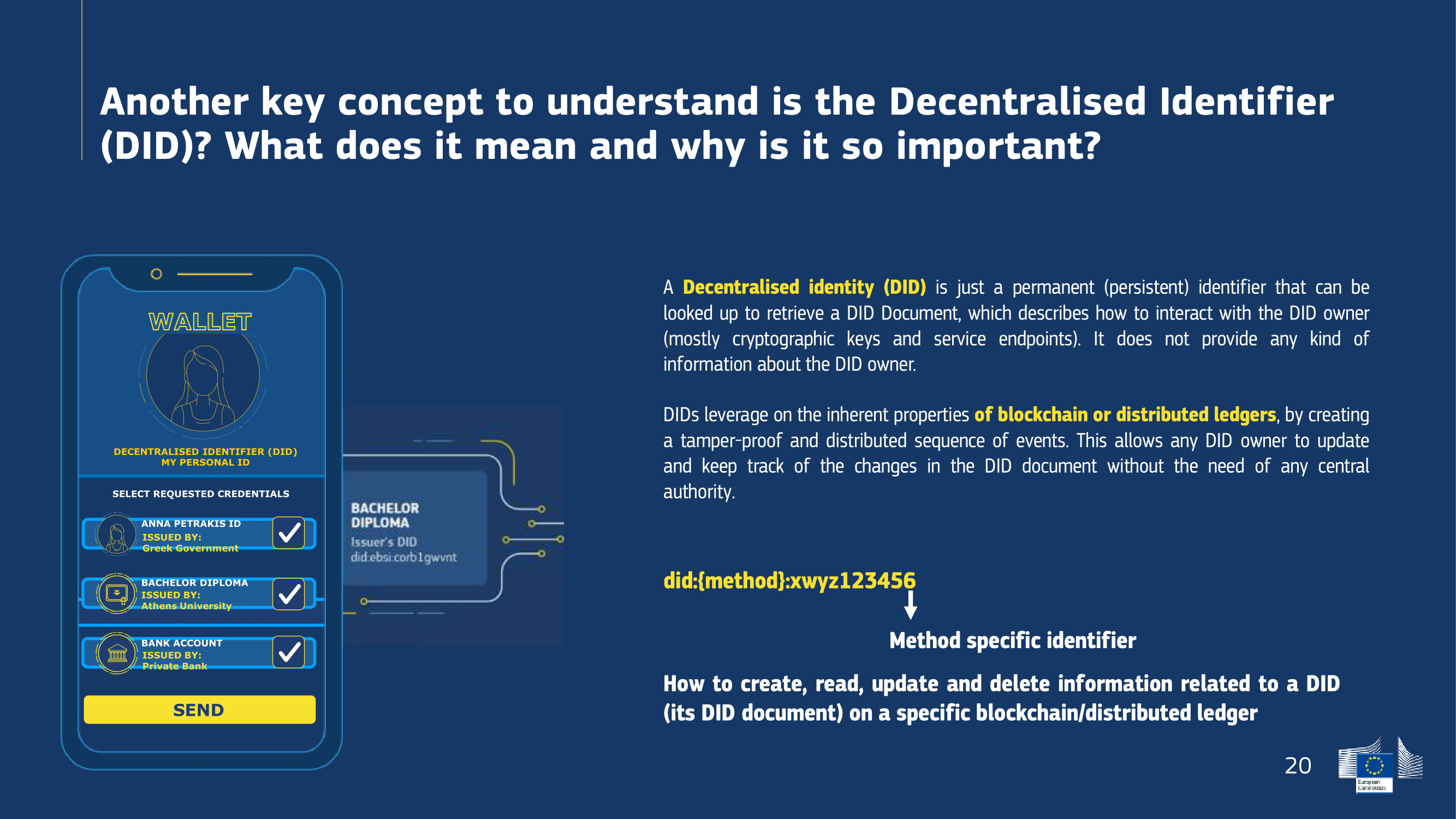
DID解释

去中心化識別（英語：Decentralized identifiers, DIDs），是套标识符標準。实体能不使用集中式注册表，便可以可验证、持久性（只要 DID 控制器希望）的方式獲得识别。  去中心化識別，实现一种新的去中心化数位身份模式，常與自我主權身分相提並論。 兩者皆是Web3的重要组成成分。

## DID文檔
去中心化識別解析（指向）一个去中心化識別文档。去中心化識別文檔是一组描述去中心化識別主体的数据，包括加密公钥等机制，DID主体或DID委派可以使用这些机制验证自身，证明其与实体的关联。 

## DID方法
正如许多不同类型但符合URI标准的統一資源標誌符，有许多不同类型但符合去中心化識別标准的去中心化識別方法。 每個DID方法必须定义：
- 方法的名称（必须出现在第一个和第二个冒号之间，例如 did: example :）。
- 必须跟在第二个冒号后面的唯一标识符的结构。
- 解析器如何应用CRUD操作，以使用该方法创建、读取、更新和停用DID文档的技术规范。

W3C的DID工作小组维护DID方法的注册表。 

## 去中心化識別的使用
去中心化識別的控制者决定其标识的任何实体（例如，人、组织、事物、数据模型、抽象实体等）。 去中心化識別（DID）旨在使控制者能够证明对其的控制权，并独立于任何集中式注册表、身分識別提供者（IdP）或证书颁发机构。 去中心化識別（DIDs）是将去中心化識別实体与 DID文档相关联的統一資源標志符 。 每个文档都可以表达加密材料、验证方法和服务端点，以实现与实体相关的可信任交互。 DID文档可能包含有关其标识的实体的附加语义。 文档还可能包含实体本身（例如数据模型）。 欧盟正在探索去中心化識別，世界移动（World Mobile）等商业公司已经在使用去中心化識別。  

## 标准化工作
W3C的DID工作小组开发了去中心化識別规范，以标准化 DID 的核心架构、数据模型和表示。
2022年7月19日，W3C批准 DID 1.0规范作为W3C建议。